# Gbelcia crassiceps
Gbelcia crassiceps är en stekelart som beskrevs av Boucek 1961. Gbelcia crassiceps ingår i släktet Gbelcia och familjen puppglanssteklar. Arten är reproducerande i Sverige. Inga underarter finns listade i Catalogue of Life.